# Poranthera petalifera
Poranthera petalifera är en emblikaväxtart som först beskrevs av Anthony Edward Orchard och J.B.Davies, och fick sitt nu gällande namn av David A. Halford och Rodney John Francis Henderson. Poranthera petalifera ingår i släktet Poranthera och familjen emblikaväxter. Inga underarter finns listade i Catalogue of Life.